# Beyer-Peacock
Pour les articles homonymes, voir Beyer et Peacock.

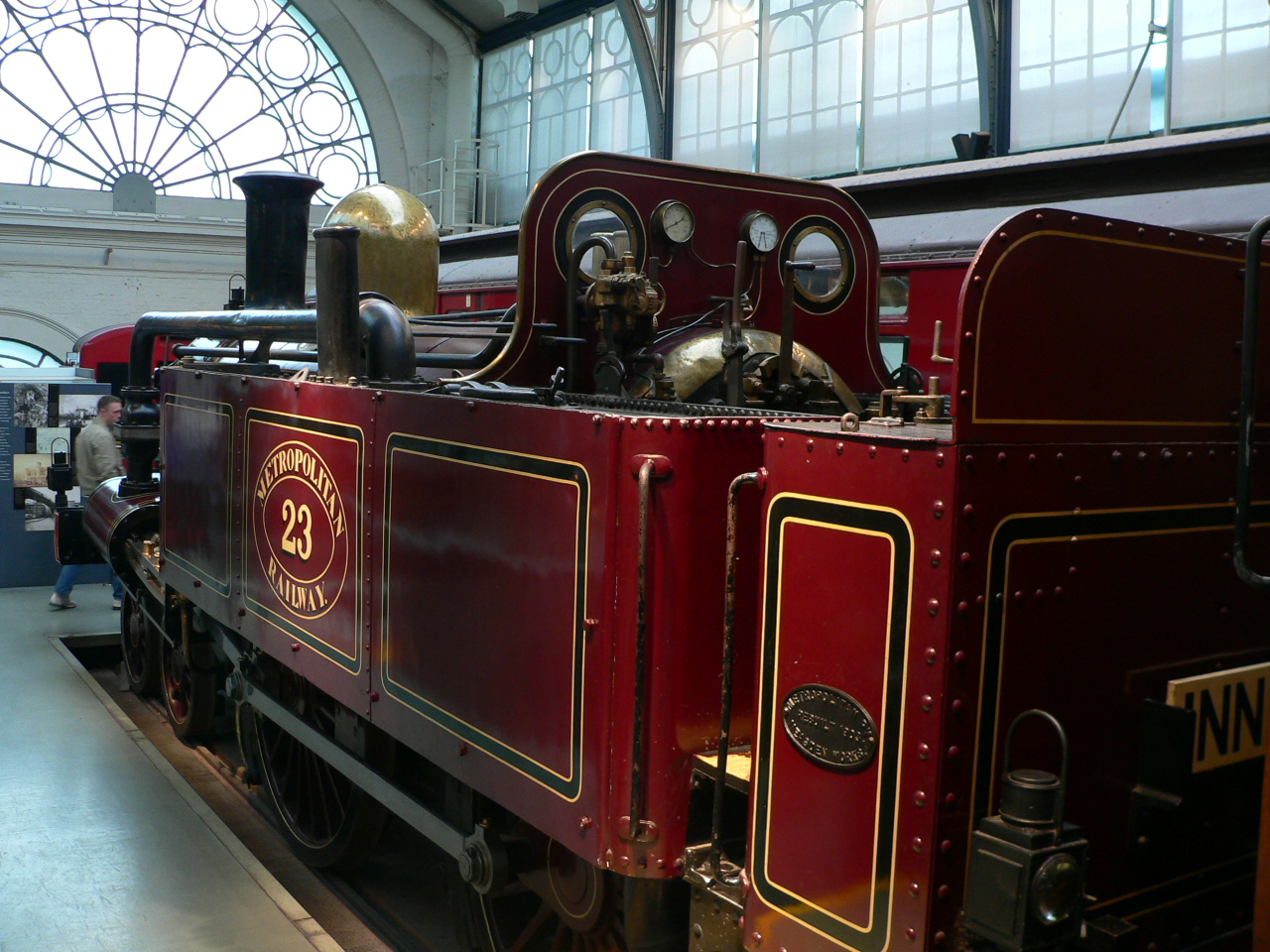
Locomotive de classe A n° 23 du métro de Londres conservée au Musée du transport de Londres.

Beyer-Peacock est un constructeur britannique de locomotives dont l'usine est installée à Gorton, près de Manchester. La firme est fondée par Charles Beyer et Richard Peacock, et son activité s'étend de 1854 à 1966.
La firme est célèbre pour ses locomotives articulées système Beyer-Garratt largement répandues en Afrique et en Australie, ainsi que pour ses machines 220 T utilisées dans le métro londonien de 1864 à 1905, date de l'électrification. Ce type va évoluer pour donner naissance aux 120 norvégiennes, et au type Manx Peacock spécialement étudié pour l'Isle of Man railway. 
Au XIXe siècle et au début du XXe siècle, Beyer-Peacock sera le principal fournisseur en locomotives des Chemins de fer de l’État néerlandais (Staatsspoorwegen), réalisant notamment l'entièreté des 179 locomotives de la série 300-479, 125 locomotives de la série 801-935 et les premières Ten wheel série 700. 
La première Garratt construite est la type K des Tasmanian government railways.
En plus de ses nombreuses locomotives à vapeur, Beyer-Peacock a également construit 
- 10 locomotives électriques classe 82 pour les BR (sur un modèle développé par Metropolitan-Vickers)
- 101 locomotives diesel-hydraulique de la classe 35.